# HP Byron Nelson Championship
Le HP Byron Nelson Championship est un tournoi professionnel masculin de golf. Crée sous le nom de Texas Open, puis de Dallas Open, il porte le nom du champion de golf Byron Nelson depuis 1968.

## Palmarès
| année                         | Vainqueur                                              | Nationalité    |
| Texas Open                    | Texas Open                                             | Texas Open     |
| ----------------------------- | ------------------------------------------------------ | -------------- |
| 1926                          | Macdonald Smith                                        |                |
| 1927-1943                     | pas de tournoi                                         | pas de tournoi |
| Texas Victory Open            |                                                        |                |
| 1944                          | Byron Nelson                                           | États-Unis     |
| Dallas Open                   |                                                        |                |
| 1945                          | Sam Snead                                              | États-Unis     |
| Dallas Invitational           |                                                        |                |
| 1946                          | Ben Hogan                                              | États-Unis     |
| Dallas Centennial Open        |                                                        |                |
| 1947-55                       | Pas de tournoi                                         | Pas de tournoi |
| 1956                          | Don January (mai, deux tournois pour la même année)    | États-Unis     |
| Texas International Open      |                                                        |                |
| 1956                          | Peter Thomson (juin, deux tournois pour la même année) | États-Unis     |
| Dallas Open Invitational      |                                                        |                |
| 1957                          | Sam Snead                                              | États-Unis     |
| 1958                          | Sam Snead                                              | États-Unis     |
| 1959                          | Julius Boros                                           | États-Unis     |
| 1960                          | Johnny Pott                                            | États-Unis     |
| 1961                          | Earl Stewart                                           | États-Unis     |
| 1962                          | Billy Maxwell                                          | États-Unis     |
| 1963                          | Pas de tournoi                                         | Pas de tournoi |
| 1964                          | Charles Coody                                          | États-Unis     |
| 1965                          | Pas de tournoi                                         | Pas de tournoi |
| 1966                          | Roberto De Vicenzo                                     | États-Unis     |
| 1967                          | Bert Yancey                                            | États-Unis     |
| Byron Nelson Golf Classic     |                                                        |                |
| 1968                          | Miller Barber                                          | États-Unis     |
| 1969                          | Bruce Devlin                                           | Australie      |
| 1970                          | Jack Nicklaus                                          | États-Unis     |
| 1971                          | Jack Nicklaus                                          | États-Unis     |
| 1972                          | Chi Chi Rodriguez                                      | États-Unis     |
| 1973                          | Lanny Wadkins                                          | États-Unis     |
| 1974                          | Buddy Allin                                            | États-Unis     |
| 1975                          | Tom Watson                                             | États-Unis     |
| 1976                          | Mark Hayes                                             | États-Unis     |
| 1977                          | Raymond Floyd                                          | États-Unis     |
| 1978                          | Tom Watson                                             | États-Unis     |
| 1979                          | Tom Watson                                             | États-Unis     |
| 1980                          | Tom Watson                                             | États-Unis     |
| 1981                          | Bruce Lietzke                                          | États-Unis     |
| 1982                          | Bob Gilder                                             | États-Unis     |
| 1983                          | Ben Crenshaw                                           | États-Unis     |
| 1984                          | Craig Stadler                                          | États-Unis     |
| 1985                          | Bob Eastwood                                           | États-Unis     |
| 1986                          | Andy Bean                                              | États-Unis     |
| 1987                          | Fred Couples                                           | États-Unis     |
| GTE Byron Nelson Golf Classic |                                                        |                |
| 1988                          | Bruce Lietzke                                          | États-Unis     |
| 1989                          | Jodie Mudd                                             | États-Unis     |
| 1990                          | Payne Stewart                                          | États-Unis     |
| 1991                          | Nick Price                                             | Zimbabwe       |
| 1992                          | Billy Ray Brown                                        | États-Unis     |
| 1993                          | Scott Simpson                                          | États-Unis     |
| 1994                          | Neal Lancaster                                         | États-Unis     |
| 1995                          | Ernie Els                                              | Afrique du Sud |
| 1996                          | Phil Mickelson                                         | États-Unis     |
| 1997                          | Tiger Woods                                            | États-Unis     |
| 1998                          | John Cook                                              |                |
| GTE Byron Nelson Classic      |                                                        |                |
| 1999                          | Loren Roberts                                          | États-Unis     |
| 2000                          | Jesper Parnevik                                        | Suède          |
| Verizon Byron Nelson Classic  |                                                        |                |
| 2001                          | Robert Damron                                          | États-Unis     |
| 2002                          | Shigeki Maruyama                                       | Japon          |
| EDS Byron Nelson Championship |                                                        |                |
| 2003                          | Vijay Singh                                            | Fidji          |
| 2004                          | Sergio García                                          | Espagne        |
| 2005                          | Ted Purdy                                              | États-Unis     |
| 2006                          | Brett Wetterich                                        | États-Unis     |
| 2007                          | Scott Verplank                                         | États-Unis     |
| 2008                          | Adam Scott                                             | Australie      |
| HP Byron Nelson Championship  |                                                        |                |
| 2009                          | Rory Sabbatini                                         | Afrique du Sud |
| 2010                          | Jason Day                                              | Australie      |
| 2011                          | Keegan Bradley                                         | États-Unis     |
| 2012                          | Jason Dufner                                           | États-Unis     |
| 2013                          | Bae Sang-moon                                          | Corée du Sud   |
| 2014                          | Brendon Todd                                           | États-Unis     |
| 2015                          | Steven Bowditch                                        | Australie      |
| 2016                          | Sergio García                                          | Espagne        |
| 2017                          | Billy Horschel                                         | États-Unis     |